# Pandemia (film)
Pandemia è un film del 2012 diretto da Lucio Fiorentino.

## Trama
In una situazione apparentemente tranquilla si diffonde una terribile pandemia che contamina la Terra e soprattutto l'acqua.
Questa pandemia portata attraverso le piogge, colpisce e decima la popolazione del mondo. Alcuni sopravvissuti si rifugiano in un piccolo villaggio nelle campagne, nel tentativo di salvarsi, ma l'improvviso arrivo di un ragazzino cambierà i piani del gruppo.